# Fibichův altán
Fibichův altán, též někdy uváděn jako Fibichova chata, stojí u jednoho z hlavních rozcestí lesních cest uprostřed lázeňských lesů jihozápadně od města Karlovy Vary. Patří mezi největší karlovarské lesní altány.

## Zdeněk Fibich a Karlovy Vary
Hudební skladatel Zdeněk Fibich (1850–1900) byl v Karlových Varech pouze jednou ve dnech 22. až 25. srpna 1895. Přijel tehdy za Anežkou Schulzovou, která zde toho času pobývala jako doprovod svého otce na léčení. Tato mladá, inteligentní, sečtělá a kulturní bytost uchvátila Fibichovu osobnost a vznítila v něm vášnivý a hluboký citový vztah.
Fibich své pocity z tohoto pobytu i hold zdejším lázním i jejich okolí vyjádřil v části klavírního cyklu Nálady, dojmy a upomínky, konkrétně ve 2. řadě op. 44 „Novela“ (názvy některých částí např. Jízda v kočáře, První shledání, Odpoledne, Zpáteční cesta a večeře, První ráno, U zřídla, Procházka, Večer před domem, Myslivna, Anežka na návštěvě, Rozloučení).

## Historie altánu
Není známo, ve kterém roce byl altán vystavěn. K dispozici je zmínka o rekonstrukci v roce 1957, kdy stavba dostala i nové nátěry. Další doložená oprava proběhla v roce 1984; tehdy byla původní prkenná podlaha nahrazena betonovou. V roce 1996 došlo k rozsáhlé opravě, při které truhláři ve výplních vyřezali nová velká okna, a tím altán výrazně prosvětlili. Byla také obnovena dřevěná laťová lavice, která je postavena po vnitřním obvodu stavby.

## Popis altánu

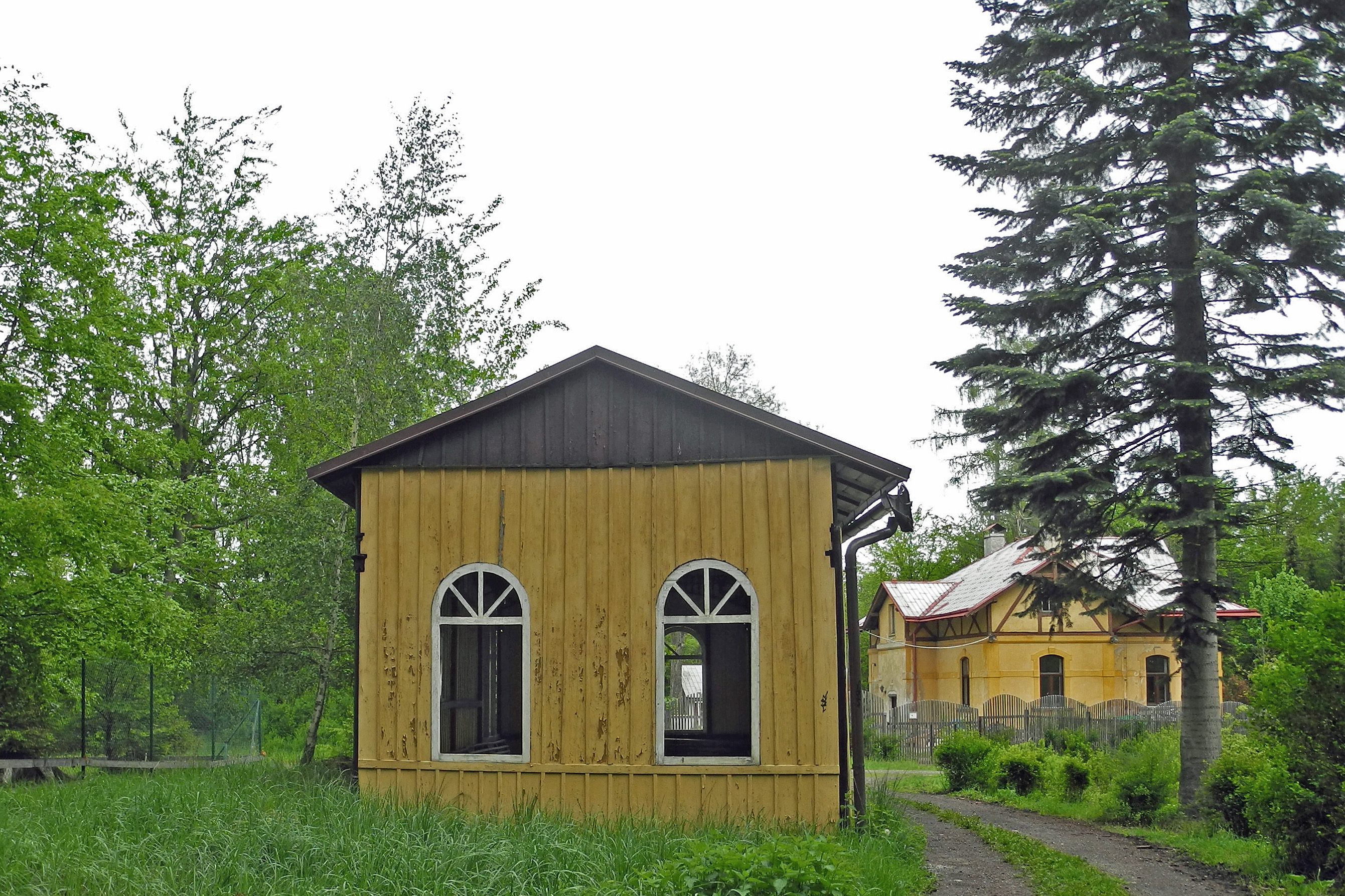
Fibichův altán, v pozadí hájovna, květen 2019

Altán stojí u důležité křižovatky lesních cest uprostřed lázeňských lesů v nadmořské výšce 520 metrů. Kolem prochází asfaltová Sovova stezka vedoucí od areálu sv. Linharta do lázeňské části města k ulici Zámecký vrch. Od Sokolského vrchu přichází na rozcestí Rohanova cesta, od Doubí pak cesta Doubská a od Tuhnic oklikou Jezdecká; též sem vedou stezky Lesmistrova a Nerudova.
Objekt je jedním z největších karlovarských lesních altánů. Na délku měří 12,1 m, široký je 4,4 m a vysoký rovněž 4,4 m. Nosná konstrukce je litinová, výplně dřevěné. Ze zadní strany je altán zcela uzavřen, v každé z bočních stran jsou dvě okna. Čelní strana je zčásti otevřena, zbývající dvě postranní plochy jsou doplněny dvěma okny.
Pamětní deska na jedné ze stěn připomíná, že významnou opravu v roce 1996 sponzorovalo tehdejší sanatorium Sanssouci (ředitel Jiří Šimonek).
V blízkosti altánu se nachází historický objekt staré hájovny z roku 1900.